# Classe Richelieu
A Classe Richelieu foi uma classe de couraçados operada pela Marinha Nacional Francesa, composta pelo Richelieu, Jean Bart, Clemenceau e Gascogne. As duas primeiras embarcações foram encomendadas em 1935 em resposta à Classe Littorio, da Itália. O projeto foi baseado na predecessora Classe Dunkerque, porém aumentado para acomodar os mais poderosos canhões de 380 milímetros e a blindagem necessária para protegê-los de armas do mesmo tamanho. Os navios precisavam ficar dentro do limite de deslocamento imposto pelo Tratado Naval de Washington, assim tiveram o mesmo arranjo da bateria principal colocado na Classe Dunkerque: duas torres de artilharia quádruplas na frente da superestrutura. A Classe Richelieu também incorporou novas caldeiras mais compactas que permitiram um casco menor e menos blindagem para alcançarem a velocidade máxima desejada. A Alemanha encomendou os couraçados da Classe Bismarck em 1936, fazendo com que a França encomendasse mais dois membros da Classe Richelieu, porém com projetos modificados. O Clemenceau receberia baterias secundária e antiaérea modificadas, enquanto o Gascogne teria uma de suas torres de artilharia transferida para a popa, além de outras mudanças.
Nenhum dos membros da classe estava pronto quando a Segunda Guerra Mundial começou em setembro de 1939. O Richelieu foi finalizado alguns dias antes da derrota francesa na Batalha da França, enquanto o Jean Bart foi rapidamente preparado para navegar durante a campanha. Ambas as embarcações fugiram para as colônias francesas na África: Richelieu para Dacar e o Jean Bart para Casablanca. Os trabalhos no Clemenceau e no Gascogne foram paralisados depois dos alemães terem ocupado a França. O Richelieu foi atacado e danificado duas vezes em julho e setembro de 1940 por forças britânicas que queriam afundá-lo ou coagi-lo a deserdar para a França Livre, já o Jean Bart foi danificado em novembro de 1942 por forças norte-americanas durante a Operação Tocha. As colônias francesas logo em seguida passaram para o lado dos Aliados e o Richelieu foi para os Estados Unidos a fim de passar por reparos e modernizações, mas o Jean Bart foi deixado incompleto. O Richelieu serviu com a Frota Doméstica britânica no início de 1944 e depois foi transferido para a Frota do Extremo Oriente, participando de várias operações contra forças japonesas no Oceano Índico. Ele esteve presente na rendição japonesa de Singapura no final da guerra em 1945.
O Richelieu, depois da guerra, participou da campanha que tinha o objetivo de restaurar o controle colonial francês na Indochina Francesa, retornando então para a França, onde pouco fez até o início da década de 1950. A Marinha Nacional, durante esse período, discutiu propostas para finalizar o Jean Bart como um couraçado ou convertê-lo em um porta-aviões, por fim escolhendo a primeira opção. Ele entrou em serviço em 1955 e participou da intervenção francesa na Crise de Suez em novembro de 1956. Entretanto, sua carreira ativa foi curta e ele foi colocado na reserva em 1957. Ambos foram usados como embarcações de treinamento e alojamentos flutuantes até a década de 1960; o Richelieu acabou vendido para desmontagem em 1968, com o Jean Bart tendo o mesmo destino em 1970. 

## Desenvolvimento
A Marinha Nacional Francesa começou a construção dos dois pequenos couraçados da Classe Dunkerque no início da década de 1930 em resposta aos cruzadores pesados alemães da Classe Deutschland. A Marinha Real Italiana, a outra grande rival da França, anunciou em 11 de junho de 1935 que iniciaria a construção de dois couraçados de 36 mil toneladas da Classe Littorio em resposta à Classe Dunkerque. Os navios italianos seriam armados com nove canhões de 381 milímetros, muito mais poderosos que os oito de 330 milímetros dos navios franceses. A Marinha Nacional concluiu que seriam necessárias novas embarcações para conter os couraçados italianos, mantendo assim uma paridade. A construção de couraçados na época era regida pelo Tratado Naval de Washington, que limitava o deslocamento a 36 mil toneladas e canhões de até 406 milímetros.
Em 24 de julho, menos de duas semanas depois dos italianos terem anunciado seus couraçados, o comando naval francês emitiu especificações para um novo navio em resposta à Classe Littorio. Essas embarcações seriam construídas no limite do Tratado Naval de Washington: 36 mil toneladas de deslocamento e com uma bateria principal de oito canhões de 380 ou 406 milímetros. Os couraçados também teriam uma bateria secundária de duplo-propósito, seriam capazes de alcançar uma velocidade máixma de 29,5 a 30 nós (54,6 a 55,6 quilômetros por hora) e seriam protegidos por um cinturão de blindagem de até 360 milímetros de espessura. O vice-almirante Georges Durand-Viel, o Chefe do Estado-Maior da Marinha Nacional, era a favor de usar o desenho básico da Classe Dunkerque para reduzir o tempo necessário de desenvolvimento de projeto, mas com um tamanho maior a fim de levar em conta os aumentos de deslocamento, armamento e blindagem. Os navios da Classe Dunkerque tinham adotado um arranjo incomum da bateria principal que agrupava todos os seus oito canhões em duas torres de artilharia quádruplas instaladas à frente da superestrutura, com uma sobreposta a outra.
Estudos iniciais rapidamente demonstraram que uma bateria de 406 milímetros seria impossível se outras características fossem cumpridas dentro do deslocamento pedido. Seis propostas foram enviadas em 27 de novembro. A primeira, chamada de Projeto 1, era uma versão maior da Classe Dunkerque, enquanto os Projetos 2, 3 e 4 eram variações com os arranjos da bateria principal baseados na britânica Classe Nelson, com três torres de artilharia instaladas na frente da superestrutura. O Projeto 2 usava duas torres triplas e uma dupla, o Projeto 3 incorporava uma torre quádrupla e duas duplas, enquanto o Projeto 4 tinha todas torres triplas. Haviam também duas variantes, Projetos 5 e 5bis, que adotavam um arranjo ainda mais incomum de duas torres de artilharia quádruplas colocadas à meia-nau entre as superestruturas dianteira e traseira, tendo sido inspirados em ideias do almirante italiano Vincenzo De Feo. Os armamentos secundários dos projetos seriam doze canhões de 130 milímetros em torres quádruplas, assim como na Classe Dunkerque. Todos os seis projetos eram muito pesados e os dois últimos foram rapidamente rejeitados porque os ângulos de tiro da bateria principal seriam muito limitados.
O comando naval rapidamente escolheu o Projeto 1, pois este possuía o melhor equilíbrio de velocidade e poder de combate que poderia ser alcançado realisticamente dentro das limitações impostas pelo Tratado Naval de Washington e dos estaleiros franceses. Preocupações sobre o suposta inferioridade da bateria secundária quando comparada com navios estrangeiros fez com que o comando naval pedisse estudos para uma nova bateria de canhões de 152 milímetros, apesar do fato de que isso excluiria a possibilidade de armas de duplo-propósito. os projetistas enviaram duas propostas: cinco torres triplas ou quatro torres triplas, ambas com uma grande bateria antiaérea de canhões de 75 milímetros. Essas propostas vinham com problemas: primeiro, as armas antiaéreas eram sensíveis aos efeitos de choque das baterias principal e secundária, algo que necessitaria de um espaço adicional que não estava disponível; segundo, o Projeto 1 já estava muito pesado e a adição das armas iria aumentar o deslocamento ainda mais. O comando naval decidiu em 14 de abril de 1935 que novas montagens de duplo propósito para os canhões de 152 milímetros teriam de ser desenvolvidas.
O problema do peso foi resolvido pela adoção de um novo tipo de caldeira, chamada de Sural (abreviação de suralimenté, que significa "supercarregado"). Estas eram muito mais compactas do que aquelas usadas na Classe Dunkerque, o que, aliado ao fato da Classe Richelieu ter uma boca maior, permitiu que três caldeiras fossem colocadas lado a lado em vez de duas, assim o número de salas de caldeiras pode ser reduzido de três para duas, com o espaço de máquinas total sendo reduzido consideravelmente. Isto também reduziu em cinco metros o comprimento do casco que necessitaria ser coberto pela blindagem, pois essas áreas também necessitavam de grande proteção. O cinturão de blindagem principal teve sua espessura reduzida de 360 para 330 milímetros, porém o ângulo de inclinação foi aumentado para compensar a redução. Estas e outras pequenas reduções de blindagem em outros locais deslocaram o peso da bateria de 152 milímetros e colocaram o deslocamento dentro dos limites do Tratado Naval de Washington. Os trabalhos de projeto prosseguiram rapidamente e a Marinha Nacional encomendou os dois primeiros couraçados, Richelieu e Jean Bart, em 14 de agosto.
Apesar de ambas as embarcações terem permanecido dentro dos limites do Tratado Naval de Washington, a França mesmo assim violou os termos do acordo quando a construção do Richelieu começou em outubro de 1935. O tratado possuía um moratório sobre a construção de novos couraçados que foi ampliado pelo Tratado Naval de Londres de 1930, acordo este assinado pela França, mas não ratificado. Entretanto, franceses e italianos tinham conseguido uma exceção que lhes permitia construir até 71 mil toneladas de novos couraçados, pois suas frotas eram mais antigas que dos outros signatários. O Richelieu mais os dois navios da Classe Dunkerque elevaram o programa de construção naval francês para mais de 89 mil toneladas, com este total crescendo para 125 mil toneladas quando a construção do Jean Bart começou em dezembro de 1936. O Reino Unido protestou contra, porém a França ignorou isto ao afirmar que os britânicos tinham assinado unilateralmente o Acordo Naval Anglo-Germânico no final do mesmo ano, descartando assim cláusulas do Tratado de Versalhes que tinham restringido o tamanho e efetividade da frota alemã. Da perspectiva francesa, se os britânicos tinham cavalheirescamente fortalecido um inimigo da França, os franceses poderiam da mesma forma desrespeitar suas próprias obrigações com tratados em favor da autodefesa.

## Projeto

### Características

Corte longitudinal do interior da Classe Richelieu

Os navios da Classe Richelieu, como projetados, tinham deslocamento padrão de 37 850 toneladas e deslocamento totalmente carregado de 44 698 toneladas. Possuíam 242 metros de comprimento entre perpendiculares e 247,85 metros de comprimento de fora a fora. A boca era de 33,08 metros e o calado máximo chegava a 9,9 metros. A superestrutura dos navios era bem compacta devido às caldeiras Sural, que reduziram o tamanho dos espaços de maquinários. Isto por sua vez permitiu um castelo da proa mais longo que melhorou significativamente a manutenção marítima e ajudava a manter a proa seca em mares bravios. A superestrutura era bem mínima, tendo uma única torre de mastro diretamente atrás da torre de comando blindada, além de um pequeno convés diretamente atrás da chaminé.
As tripulações eram de 1 569 oficiais e marinheiros, porém este número mudou no decorrer dos anos, principalmente a medida que suas baterias antiaéreas eram revisadas. Os couraçados também carregavam várias embarcações menores, incluindo oito barcos a motor, duas lanchas, três lanchas a motor, dois baleeiros e quatro botes. A superestrutura compacta permitiu que as instalações aeronáuticas fosse expandida quando comparada com a Classe Dunkerque. Um convés da popa longo abrigava duas catapultas e um hangar de 37,5 metros de comprimento que conseguia acomodar dois hidroaviões Loire 130 com suas asas dobradas, com um terceiro transportado em cima do hangar; outras duas aeronaves podiam ser carregadas nas catapultas, prontas para lançamento. Essas catapultas eram dispostas en echelon, com a de estibordo mais para trás daquela de bombordo. Um guindaste era usado para recuperar os aviões depois deles terem pousado no mar próximos dos couraçados, podendo ser dobrado quando não estava em uso.

### Propulsão

Diagrama do arranjo das caldeiras (marrom), turbinas (rosa) e turbo-geradores (cinza)

Os navios eram impulsionados por quatro turbinas a vapor Parsons alimentadas pelo vapor gerado por seis caldeiras Sural de circulação forçada, produzidas pela Indred para o Richelieu e Penhoët para o Jean Bart. Essas caldeiras eram experimentais e consequentemente um grande risco tomado para aqueles que seriam os navios mais poderosos da Marinha Nacional Francesa; elas mesmo assim mostraram-se geralmente confiáveis em serviço. Assim como a Classe Dunkerque, a Classe Richelieu usou um sistema de maquinários em unidades para seu sistema de propulsão, o que dividiu as máquinas em dois sistemas separados. Três caldeiras foram colocadas em uma sala de caldeiras, seguida pela sala de máquinas dianteira que abrigava duas turbinas que giravam as duas hélices externas. Depois disso vinha a segunda sala de caldeiras e a segunda sala de máquinas, que por sua vez giravam as hélices internas. Esse arranjo proporcionava maior resistência contra danos, pois um sistema poderia continuar em funcionamento independente mesmo que o outro fosse desabilitado por danos de batalha. Cada couraçado tinha quatro hélices de 4,88 metros de diâmetro e com quatro lâminas. As caldeiras eram todas conectadas a uma única chaminé.
O sistema de propulsão foi projetado para gerar um total de 155 mil cavalos-vapor (114 mil quilowatts) de potência para uma velocidade máxima de 32 nós (59 quilômetros por hora), porém esperava-se que correntes forçadas nas caldeiras elevassem a potência até 175 mil cavalos-vapor (129 mil quilowatts). O Richelieu alcançou 179 mil cavalos-vapor (132 mil quilowatts) e 32,63 nós (60,43 quilômetros por hora) brevemente durante seus testes marítimos. Os couraçados carregavam normalmente 5 866 toneladas de óleo combustível, porém esse valor era reduzido para 4,5 mil toneladas em tempos de guerra com o objetivo de manter o máximo possível do cinturão blindado acima da linha d'água. A autonomia dos navios com um carregamento total de combustível a uma velocidade constante de quinze nós (28 quilômetros por hora) era de 9,5 mil milhas náuticas (17,6 mil quilômetros). A trinta nós (56 quilômetros por hora), a autonomia caía para 3 450 milhas náuticas (6 390 quilômetros). A direção era controlada por um único leme contrabalanceado; este leme podia ser controlado da torre de comando, da posição secundária de comando dentro da segunda torre de artilharia principal ou diretamente no compartimento de navegação. Caso o mecanismo de direção falhasse completamente, podia-se usar um equipamento reserva manual operado por 24 tripulantes.
A energia elétrica era proporcionada por quatro turbo-geradores de 1,5 mil quilowatts e três geradores a diesel de mil quilowatts, também existindo dois geradores a diesel de 140 quilowatts para gerar energia de emergência. Os turbo-geradores eram usados enquanto os navios estavam no mar, com dois ficando localizados na primeira sala de máquinas e os outros dois em seu próprio compartimento atrás dos maquinários de propulsão. Os geradores a diesel principais eram usados apenas no porto e ficavam abrigados em seu próprio compartimento entre os depósitos de munição da bateria principal. Eles podiam ser supercarregados até 1 250 quilowatts por até cinco minutos.

### Armamento

Ilustração de uma das torres de artilharia principal da Classe Richelieu

Os navios da Classe Richelieu eram armados com oito canhões Modèle 1935 calibre 45 de 380 milímetros montados em duas torres de artilharia quádruplas, ambas instaladas na proa à frente da superestrutura, com uma sobreposta a outra. Os canhões tinham um suprimento total de 832 projéteis perfurantes que pesavam 884 quilogramas cada e tinham uma velocidade de saída de 830 metros por segundo. A Saint-Chamond projetou as torres baseada naquelas usadas na Classe Dunkerque, que também tinham sido projetadas pela empresa. As torres eram separadas em duas casas de canhões divididas por uma antepara, o que reduzia o risco de toda a torre de artilharia ser desabilitada por um único acerto inimigo. Os canhões podiam abaixar até cinco graus negativos e elevar até 35 graus, o que permitia um alcance máximo de disparo de 41,5 quilômetros. O carregamento podia ser realizado em qualquer ângulo e a cadência de tiro era relativamente lenta em 1,3 disparos por minuto, algo causado pelas pesadas cargas propelentes.
O armamento secundário foi planejado para consistir em quinze canhões Modèle 1930 calibre 55 de 152 milímetros montados em cinco torres de artilharia Modèle 1936 triplas, três das quais montadas na parte traseira da superestrutura e outras dois à meia-nau, porém o Richelieu e o Jean Bart nunca receberam essas últimas duas. As torres eram modificações das versões Modèle 1930 de ângulo baixo instaladas nos cruzadores rápidos da Classe La Galissonnière, mas com uma elevação aprimorada para até noventa graus com o objetivo de permitir que disparassem contra alvos aéreos. As torres sofreram de sérios problemas que limitaram sua eficácia, incluindo lentas velocidades de elevação e rotação e uma tendência de travamento quando os ângulos de tiro se elevavam acima de 45 graus. Consequentemente, essas armas só podiam ser usadas em barragens de tiro em ângulos baixos contra bombardeiros voando em baixa altitude. Os canhões tinham um alcance de 26,5 quilômetros quando usados contra alvos de superfície. Tinham um suprimento de 3,6 mil projéteis semi-perfurantes e explosivos, os primeiros para uso contra alvos de superfície e os segundos contra aeronaves.
As embarcações foram projetadas para terem uma bateria antiaérea de canhões automáticos de 37 milímetros em torres Modèle 1935 duplas, porém estas não estavam prontas em 1939, assim os dois canhões de 152 milímetros de meia-nau foram substituídos por doze canhões Modèle 1930 calibre 45 de 100 milímetros em torres duplas. Estas eram armas de duplo propósito, porém foram equipadas com projéteis temporizados para defesa antiaérea, pois esperava-se que os canhões de 152 milímetros desempenhariam a função de combate de superfície a curta-distância. Como os canhões de 37 milímetros automáticos também não estavam disponíveis, oito canhões semiautomáticos Modèle 1925 de 37 milímetros em quatro montagens duplas foram adicionados. Além disso, haviam 24 metralhadoras de 13,2 milímetros em seis montagens quádruplas.

#### Controle de disparo
O controle dos armamentos dependia de cinco diretórios principais. Três deles ficavam no mastro principal, um em cima do outro, enquanto um para as armas secundárias ficava no topo da mesma estrutura da chaminé e outro para a bateria principal ficava no convés diretamente atrás da chaminé. Os diretórios da bateria principal foram equipados com um telêmetro estereoscópico de catorze metros para aquele no mastro principal e um telêmetro de oito metros para aquele atrás da chaminé, enquanto ambas as torres de artilharia principais tinham seus próprios telêmetros de catorze metros para operações sob controle local. Os dois outros diretórios no mastro principal eram para a bateria secundária, sendo telêmetros de seis e quatro metros, enquanto aquele junto da estrutura da chaminé também possuindo um telêmetro de seis metros. Cada torre da bateria secundária tinha um telêmetro próprio de oito metros. Dois telêmetros de três metros para uso da equipe do almirante foram colocados nas laterais da torre de comando. Os diretórios avaliavam dados de distância e rumo dos alvos e os transmitiam para uma estação central de processamento, que por sua vez enviavam instruções para as equipes das armas.

### Blindagem

Diagrama da blindagem lateral

O cinturão de blindagem tinha 327 milímetros de espessura na área central, onde protegia as máquinas e depósitos de munição. Ele era fechado em cada extremidade por anteparas blindadas transversais de 355 milímetros na proa e 233 milímetros na popa. O cinturão era inclinado em 15°24' com o objetivo de melhorar sua eficácia contra disparados a longa distância, sendo complementado por sessenta milímetros de placas de teca. Esta era formada por uma única linha contínua de placas de 6,25 metros de altura, com 95 milímetros ficando acima da linha d'água. O cinturão afinava-se na extremidade inferior para 177 milímetros. O convés blindado principal tinha 150 milímetros de espessura sobre as máquinas e aumentava para 170 milímetros sobre os depósitos de munição, complementado por uma camada de quinze milímetros de placas de aço. O convés blindado inferior tinha quarenta milímetros de espessura em linha reta e aumentava para cinquenta milímetros nas extremidades inclinadas, onde conectava-se com a extremidade inferior do cinturão da blindagem. O convés tinha sua espessura aumentada para cem milímetros sobre os eixos das hélices e 150 milímetros sobre os equipamentos de direção.
As torres de artilharia da bateria principal eram protegidas por uma blindagem de 430 milímetros de espessura na dianteira, trezentos milímetros nas laterais, 170 a 195 milímetros no teto e 270 milímetros atrás na primeira torre e 260 milímetros na segunda torre. As barbetas que abrigavam as torres tinham blindagem de 405 milímetros de espessura acima do convés principal, mas que reduzia-se para oitenta milímetros abaixo. As torres de artilharia da bateria secundária tinham frentes de 130 milímetros, tetos e laterais de setenta milímetros e traseiras de sessenta milímetros, enquanto suas barbetas tinham cem milímetros de espessura. Por sua vez, a torre de comando era protegida por laterais de 340 milímetros, frente de 280 milímetros e teto de 170 milímetros. A torre do mastro também era coberta com placas leves de cem milímetros de espessura a fim de protegê-la contra ataques de metralhadoras de aeronaves, enquanto os diretórios de disparo tinham uma proteção de vinte milímetros.
A proteção subaquática era baseada no sistema utilizado na Classe Dunkerque. O vão entre o cinturão e as placas externas do casco era preenchido por um composto a base de borracha chamado de ébonite mousse; este material era usado para absorver o impacto de uma explosão e impedir que a água vazasse incontrolavelmente. Atrás desse compartimento estava uma antepara de dezoito milímetros de espessura; o compartimento criado entre esta antepara e o ébonite mousse era usado para guardar combustível em tempos de paz, porém era mantido vazio em guerra. Uma antepara de trinta milímetros mais ao centro continha os efeitos de explosão da detonação de um torpedo ou mina. A antepara engrossava para quarenta a cinquenta milímetros atrás do depósito de munição da bateria secundária e da torre de artilharia principal dianteira, pois o casco cada vez mais estreito reduzia a largura da proteção subaquático. Mais ébonite mousse era colocado entre a antepara e os tanques de combustível para maior controle de inundações. O composto também era usado em compartimentos de ambos os lados das anteparas transversais a fim de garantir que a cidadela permanecesse a prova d'água.

### Variantes
As tensões na Europa tinham crescido significativamente até 1937 enquanto Alemanha e Itália assumiam posições cada vez mais agressivas, aumentado a possibilidade de uma guerra em um futuro próximo. A construção naval alemã na época estava direcionada contra a França, com os dois couraçados da Classe Scharnhorst tendo suas construções iniciadas em resposta à Classe Dunkerque e os dois couraçados da Classe Bismarck tendo sido encomendadas em resposta à Classe Richelieu. Como os dois novos couraçados franceses tinham sido encomendados em resposta a expansão da frota italiana, o comando naval determinou que mais dois navios seriam necessários para equilibrar com a Classe Bismarck. As embarcações foram autorizadas em 2 de maio de 1938 com os nomes de Clemenceau e Gascogne. Entretanto, atrasos no programa de construção, causados pela escassez de estaleiros grandes o bastante para acomodar os novos cascos, permitiram estudos de projeto adicionais a pedido do comando naval.
Os franceses queriam comparar seus novos navios com contemporâneos de outras marinhas; foi destacado que todos os outros couraçados carregavam seu armamento principal na proa e na popa, com vários deles usando armas dedicadas de ângulos altos e baixos para as baterias secundárias. Os canhões de 130 milímetros de duplo propósito instalados na Classe Dunkerque estavam mostrando-se problemáticos em serviço e o comando naval queria determinar se o arranjo seria adequado para construções futuras. O vice-almirante François Darlan, sucessor de Durand-Viel como o Chefe do Estado-Maior, emitiu em 2 de dezembro de 1937 um pedido por estudos de propostas que fossem baseadas no projeto da Classe Richelieu, fossem armadas com oito ou nove canhões de 380 milímetros em torres quádruplas ou triplas, tivessem uma bateria secundária de armas de duplo propósito de 130 ou 152 milímetros ou uma bateria mista de canhões de 100 ou 152 milímetros, além de uma blindagem em escala semelhante ao Richelieu. Uma série de propostas foram submetidas, indo desde repetições do projeto original da Classe Richelieu com pequenas modificações (série Projeto A), passando por planos que transferiam a segunda torre de artilharia principal para a popa (série Projeto B), até variantes com nove canhões com duas torres de artilharia triplas na proa e uma tripla na popa (série Projeto C). Todos os três formados básicos incluíam variações que incorporavam mudanças na composição e arranjo das baterias secundária e antiaérea.
Todas as variantes do Projeto C tinham deslocamento próximo de 41 mil toneladas e assim não foram seriamente consideradas, pois excediam por muito o deslocamento limite. Os projetistas enviaram as variantes A e B para Darlan em 19 de março de 1938, com ele escolhendo a primeira para o Clemenceau e a segunda para o Gascogne. Dessa forma, o Clemenceau manteve o desenho básico dos dois primeiros navios, enquanto o Gascogne teria uma de suas torres de artilharia transferida para a popa. Ambas as versões necessitavam de grandes mudanças no arranjo de outros equipamentos, incluindo as baterias antiaéreas e instalações aeronáuticas, porém o trabalho necessário no Gascogne era muito mais radical. O resto do comando naval preferia que a variante B tivesse tido adotada para os dois couraçados e Darlan foi questionado porque tinha escolhido a variante A para o Clemenceau; ele afirmou que esperava iniciar a construção do terceiro navio no final de 1938 e que todos os trabalhos necessários de projeto do interior do casco do Gascogne adiariam a construção em pelo menos doze meses. O comando aceitou e a autorização para as próximas embarcações foi emitida em 24 de agosto.

#### Clemenceau
A maior mudança no projeto do Clemenceau era o arranjo de suas baterias secundária e antiaérea. O número de torres triplas de 152 milímetros foi reduzido para quatro, com duas a meia-nau nas laterais e outras duas na linha central atrás da superestrutura. Apesar do número total de canhões ter sido reduzido, esse novo arranjo garantia o mesmo número de armas em um disparo lateral, pois três torres podiam ser viradas para serem disparadas em qualquer lado do navio. O cinturão de blindagem foi reduzido para 320 milímetros de espessura com o objetivo de impedir que o deslocamento crescesse muito. O hangar foi encurtado para acomodar o novo arranjo dos canhões de 152 milímetros, porém também foi alargado a fim de permitir que duas aeronaves pudessem ser guardadas lado a lado, preservando o mesmo complemento do Richelieu.
A redução de peso alcançada pela remoção de uma das torres de artilharia secundárias permitiu a adoção de um novo canhão automático de duplo propósito Modèle 1937 de 100 milímetros; seis ficariam em torres duplas instaladas ao redor da parte dianteira da superestrutura, outras quatro nas laterais traseiras da superestrutura e duas entre a torre de comando e a bateria principal. Estas eram as mesmas armas adotadas para o Richelieu e Jean Bart durante suas construções, porém as montagens eram novas e totalmente fechadas, diferente das versões abertas adotadas para as embarcações anteriores. Seis novos canhões ACAD de 37 milímetros em torres duplas complementariam as armas de 100 milímetros; quatro ficariam um convés acima e mais para o centro do navio do que os canhões de 100 milímetros, enquanto as outras duas seriam instaladas em cada lado da segunda torre de artilharia principal. Essas armas mostraram-se problemáticas durante o desenvolvimento devido ao grande desgaste do cano, resultado de uma velocidade de saída muito alta e o peso do projétil. Esforços para corrigir o problema tinham impedido a adoção dos canhões para o Richelieu e Jean Bart, com eles no final nunca tendo entrado em serviço com exceção de um único protótipo instalado no aviso Amiens. Diretórios de controle de disparo foram adicionados para as armas novas.
Os compartimentos internos foram mantidos os mais similares possíveis com os do Richelieu a fim de minimizar possíveis atrasos de projeto. Depósitos de munição existentes para os canhões de 152 milímetros foram modificados para armazenarem também projéteis das armas de 100 e 37 milímetros. O deslocamento padrão foi mantido em 36 mil toneladas para cumprir os limites impostos pelo Tratado Naval de Washington, porém o deslocamento carregado aumentou levemente para 44,8 mil toneladas devido às armas antiaéreas adicionais. O Clemenceau seriam idêntico aos seus dois irmãos mais velhos em quase todos os aspectos, possuindo as mesmas dimensões, sistema de propulsão, bateria principal e esquema de blindagem. O aumento da bateria antiaérea elevou o número total de tripulantes para 1 670 oficiais e marinheiros.

#### Gascogne
O Gascogne representou uma mudança de projeto muito mais radical, com a segunda torre de artilharia principal sendo transferida para a popa e três torres secundárias sendo colocadas na linha central. Destas, duas disparariam sobre a torre principal dianteira e a terceira atiraria sobre a torre principal traseira. O rearranjo das baterias principal e secundária trouxe benefícios, principalmente liberar as laterais da embarcação para a bateria antiaérea, onde estariam longe da onda de choque do disparo dos canhões principais. Também permitiria que todas as baterias disparassem em todas as direções, diferentemente dos projetos anteriores em que os canhões principais não podiam atirar para trás da embarcação. Mesmo assim, houve problemas para a equipe de projeto, pois a superestrutura teve de ser movida para frente a fim de dar espaço suficiente na popa para a torre de artilharia e depósito de munição, o que necessitou que o casco passasse por mudanças de projeto para mover as máquinas e manter um equilíbrio apropriado.
Essas mudanças também forçaram as instalações da aviação a serem completamente reprojetadas, pois a torre de artilharia traseira ocuparia o espaço onde o hangar estava localizado. Os projetistas acabaram escolhendo uma solução que tinha sido adotada dos couraçados dos Estados Unidos, em que o hangar ficaria dentro do casco e haveria um guindaste para levantar a aeronave para uma única catapulta. Entretanto, apenas três aviões podiam ser guardados com esse sistema, dois no hangar e um na catapulta, diferentemente dos quatro dos projetos anteriores. O navio levaria hidroaviões SNCAC NC.420, que tinham sido desenvolvidos para substituir o Loire 130.
Outro efeito do rearranjo da bateria principal foi o aumento do comprimento do cinturão de blindagem, o que necessitou de alterações para manter o deslocamento no limite. O compartimento preenchido com ébonite mousse foi encurtado e parcialmente convertido em tanque de combustível. As torres secundárias receberam uma blindagem mais espessa em compensação pela redução do número total de armas, porém isso foi limitado pelo motor que operava as torres. O deslocamento total foi reduzido levemente.

## Navios
| Navio      | Construtor           | Homônimo                                | Batimento              | Lançamento            | Comissionamento      | Destino     |
| ---------- | -------------------- | --------------------------------------- | ---------------------- | --------------------- | -------------------- | ----------- |
| Richelieu  | Arsenal de Brest     | Armand du Plessis, Cardeal de Richelieu | 22 de outubro de 1935  | 17 de janeiro de 1939 | 1º de abril de 1940  | Desmontados |
| Jean Bart  | Chantiers de Penhoët | Jean Bart                               | 12 de dezembro de 1936 | 6 de março de 1940    | 8 de janeiro de 1949 | Desmontados |
| Clemenceau | Arsenal de Brest     | Georges Clemenceau                      | 17 de janeiro de 1939  | —                     | —                    | Desmontados |
| Gascogne   | Chantiers de Penhoët | Gasconha                                | —                      | —                     | —                    | Cancelado   |

## História

### Richelieu

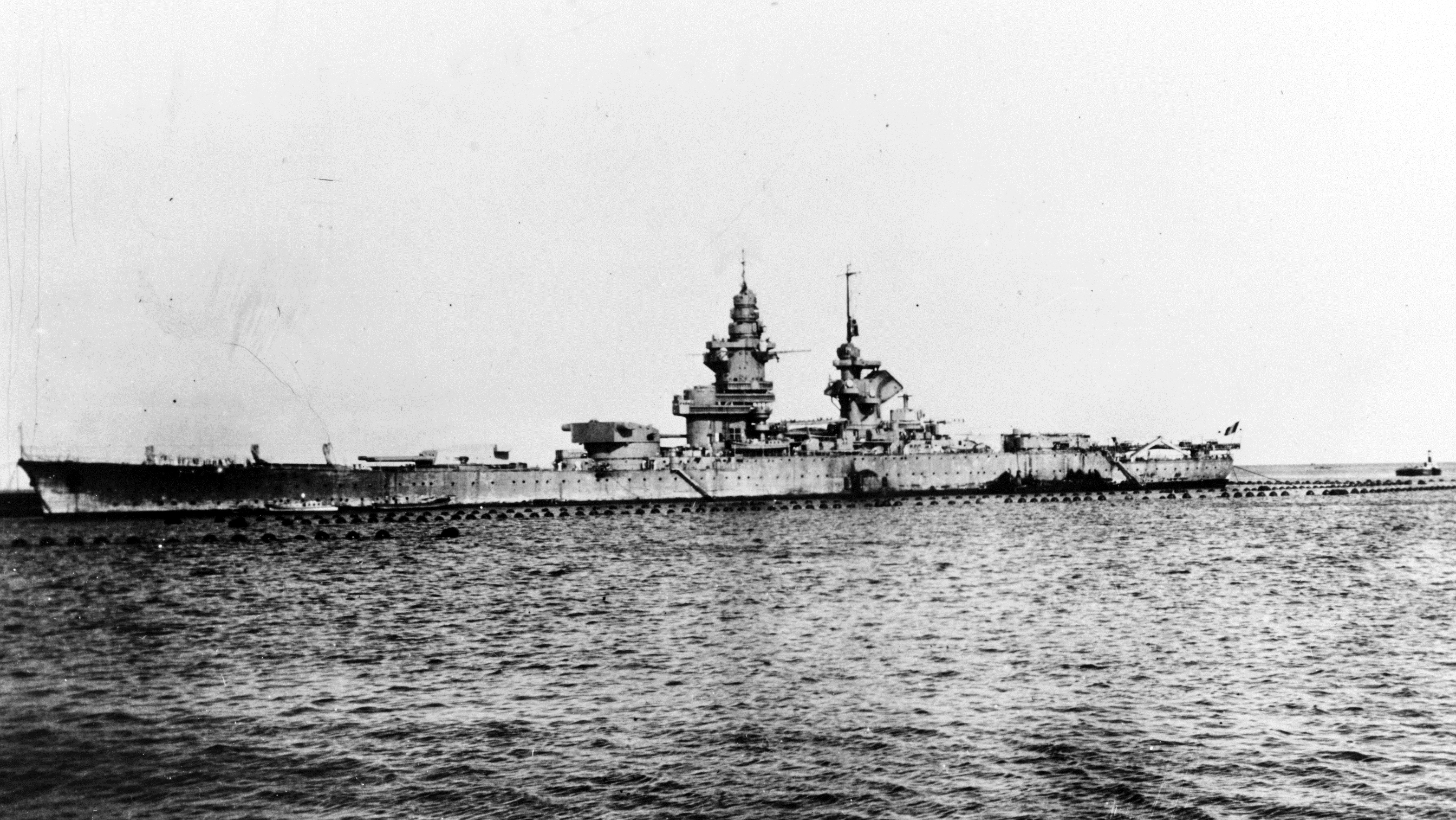
O Richelieu em Dacar, 25 de julho de 1940

Os trabalhos de finalização do Richelieu foram acelerados a medida que uma guerra contra a Alemanha ficou cada vez mais provável em 1939, com ele tendo sido completado alguns dias antes da vitória alemã na Batalha da França em junho de 1940. O navio fugiu para Dacar, na África Ocidental Francesa, ainda sem a maioria de suas armas antiaéreas, a fim de mantê-lo sob controle francês. Lá, foi alvo de vários ataques britânicos que tinham a intenção de forçar sua deserção para as Forças Navais Francesas Livres ou afundá-lo. A primeira ação foi a Operação Catapulta em julho de 1940, quando ataques de torpedeiros Fairey Swordfish acertaram um torpedo no couraçado, porém sem causar muitos danos. O segundo ataque ocorreu em setembro na Batalha de Dacar, que envolveu um desembarque de forças da França Livre para retomar a colônia. Os couraçados britânicos HMS Barham e HMS Resolution atacaram o Richelieu a longa distância, porém disparos do navio francês e de baterias costeiras seguraram os britânicos até o submarino Bévéziers torpedear e danificar seriamente o Resolution, forçando uma retirada. O Richelieu foi acertado uma vez no confronto e três de seus canhões da bateria principal explodiram devido a falhas nos projéteis.
O Richelieu foi transferido para o controle da França Livre depois da invasão Aliada do Norte da África em novembro de 1942, que resultou na deserção de várias partes do império colonial francês. Foi enviado para os Estados Unidos com o objetivo de passar por reparos permanentes e uma modernização para que se equiparasse aos mais recentes padrões norte-americanos e britânicos. Isto incluiu a instalação de uma nova bateria antiaérea composta por 56 canhões Bofors de 40 milímetros e 48 canhões automáticos Oerlikon de 20 milímetros, porém a Marinha dos Estados Unidos se recusou a compartilhar com os franceses seus radares mais modernos. Depois do fim da reforma e modernização, o navio serviu com a Frota Doméstica britânica no início de 1944, tomando parte de uma força destinada a conter o couraçado alemão Tirpitz, que ameaçava comboios para a União Soviética. O Richelieu não participou de operações nesse período porque os alemães permaneceram atracados, resultado de uma escassez de combustível.

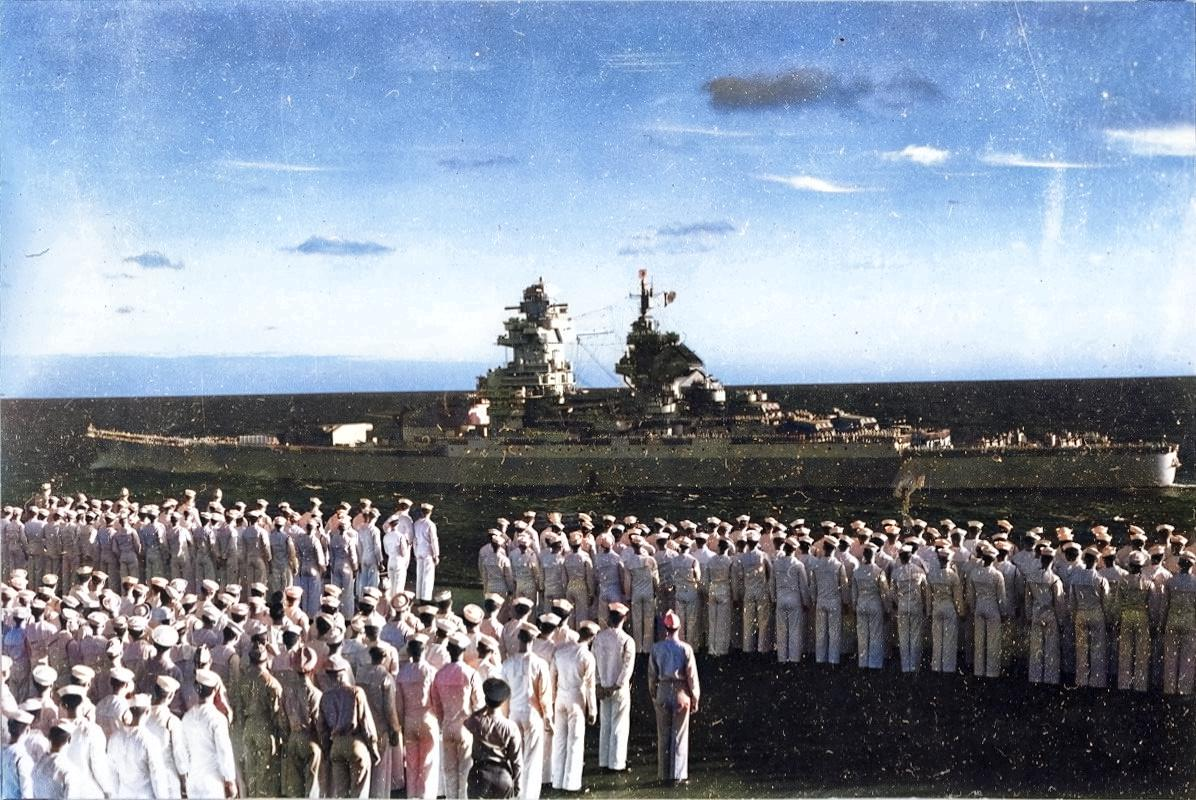
O Richelieu, visto do, em 18 de maio ao final da Operação Transom

Ele foi transferido para a Frota Oriental em abril para reforçar operações contra os japoneses no Oceano Índico. Estas incluíram escoltas de porta-aviões norte-americanos e britânicos em ataques a instalações japonesas nas Índias Orientais Holandesas e bombardeios que revelaram problemas de dispersão excessiva nos disparos da bateria principal. O Richelieu nesse período participou das Operações Cabine, Transom, Pedal e Carmesim. A embarcação retornou para a França no final de 1944 para uma reforma que incluiu a instalação de radares mais modernos. O navio retornou para o Oceano Índico em janeiro de 1945 para mais ações na área, que incluíram as Operações Peixe-Sol, Bispo e Ducado, com a última tendo sido uma emboscada em maio para destruir um cruzador pesado e contratorpedeiro japoneses que resultou na Batalha do Estreito de Malaca. O Richelieu estava muito longe para enfrentar as embarcações japonesas antes que fossem afundadas por outros navios. O couraçado foi para a África do Sul para outra reforma que foi completada em meados de agosto, mas nessa época a rendição do Japão já tinha ocorrido.
O Richelieu fez parte da força que libertou Singapura e outras partes das Índias Orientais Holandesas imediatamente depois da rendição formal japonesa em setembro, tendo durante o mesmo período detonado uma mina magnética que causou poucos danos. Ele em seguida operou na Indochina Francesa como parte de um esforço inicial para restaurar o domínio colonial francês na região, proporcionando disparos de suporte para as forças terrestres francesas durante a Operação Mapor, entre outras funções. O couraçado retornou para a França em dezembro e foi concertado e levemente modernizado em 1946. Em seguida foram realizados testes para determinar a causa da dispersão dos projéteis e as torres de artilharia foram modificadas para atrasarem dos disparos dos canhões externos em sessenta milissegundos, o que corrigiu o problema. O Richelieu pouco fez nos primeiros anos pós-guerra até meados de 1952, quando foi tirado do serviço ativo para ser usado como navio de treinamento de artilharia. Ele foi colocado permanentemente na reserva em 1956 e depois usado como embarcação de treinamento estacionária e alojamento flutuante até 1967, quando a Marinha Nacional decidiu descartá-lo. O couraçado foi vendido em 1968 e desmontado na Itália entre 1968 e 1969.

### Jean Bart

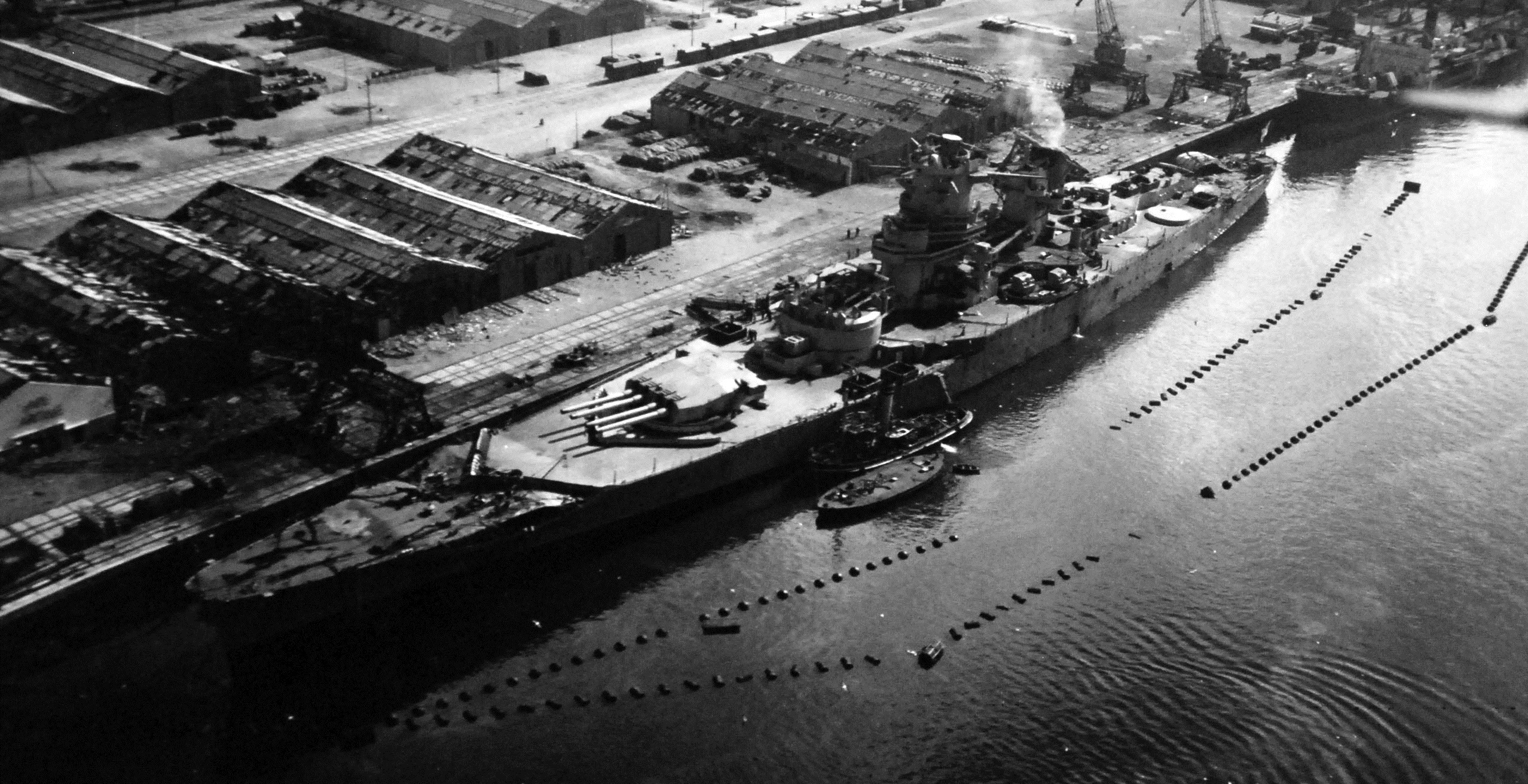
O Jean Bart incompleto e danificado em Casablanca, novembro de 1942

O Jean Bart foi lançado ao mar pouco antes do início da Batalha da França em maio de 1940, assim o estaleiro focou boa parte dos seus esforços em deixá-lo o mais apto possível para navegar. Os trabalhadores correram para instalarem caldeiras e turbinas para permitir que o couraçado se movesse por conta própria. O navio foi levado através de um canal dragado às pressas enquanto as forças alemães aproximavam-se de Saint-Nazaire, escapando para o Oceano Atlântico até Casablanca. Ele tinha apenas uma de suas torres de artilharia principal instalada e poucas armas antiaéreas, algumas tiradas de outra embarcação que estava no porto. Equipamentos para lidar com os projéteis e guindastes de munição para a bateria principal não estavam completos, com as únicas armas utilizáveis sendo três canhões de 37 milímetros e seis metralhadores de 13,2 milímetros. O Jean Bart foi atacado por bombardeiros Heinkel He 111 no caminho e acertado uma vez, sem grandes danos, chegando em Casablanca em 22 de junho.
Os franceses tentaram preparar o navio para ação o máximo possível sob a infraestrutura limitada de Casablanca e a falta de materiais necessários para finalizar o couraçado. As instalações locais não eram capazes de completar a segunda torre de artilharia principal e os alemães não estavam interessados em permitir que as placas de blindagem e armas fossem enviadas. A barbeta aberta acabou coberta com concreto para proteger o interior do Jean Bart, com as barbetas vazias da bateria secundária recebendo uma cobertura semelhante. Um diretório de controle de disparo improvisado foi instalado em 1941, porém este mostrou-se pouco confiável e assim um sistema alternativo foi criado usando pontos de observação em terra para triangular alvos. Seus armamentos antiaéreos foram lentamente fortalecidos enquanto armas ficavam disponíveis, com um radar de procura sendo instalado em 1942. O Jean Bart, diferentemente do Richelieu, não foi alvo de ações britânicas nesse período.
Forças Aliadas invadiram o Norte da África em novembro de 1942 e o Jean Bart inicialmente ajudou na resistência, entrando em um duelo de artilharia no primeiro dia de invasão com o couraçado norte-americano USS Massachusetts e cruzadores pesados. Ele foi atingido várias vezes com projéteis de 406 milímetros do Massachusetts, um dos quais travou sua única torre de artilharia operacional. O navio mesmo assim não foi seriamente danificado e sua bateria principal continuou operacional depois da blindagem danificada ter sido cortada mais tarde no mesmo dia. Ele enfrentou o cruzador pesado USS Augusta na manhã seguinte e em seguida ficou sob pesado ataque aéreo de bombardeiros do porta-aviões USS Ranger, sendo atingido e seriamente danificado por duas bombas. Ele afundou pela popa no porto, mas suas armas continuaram funcionais.

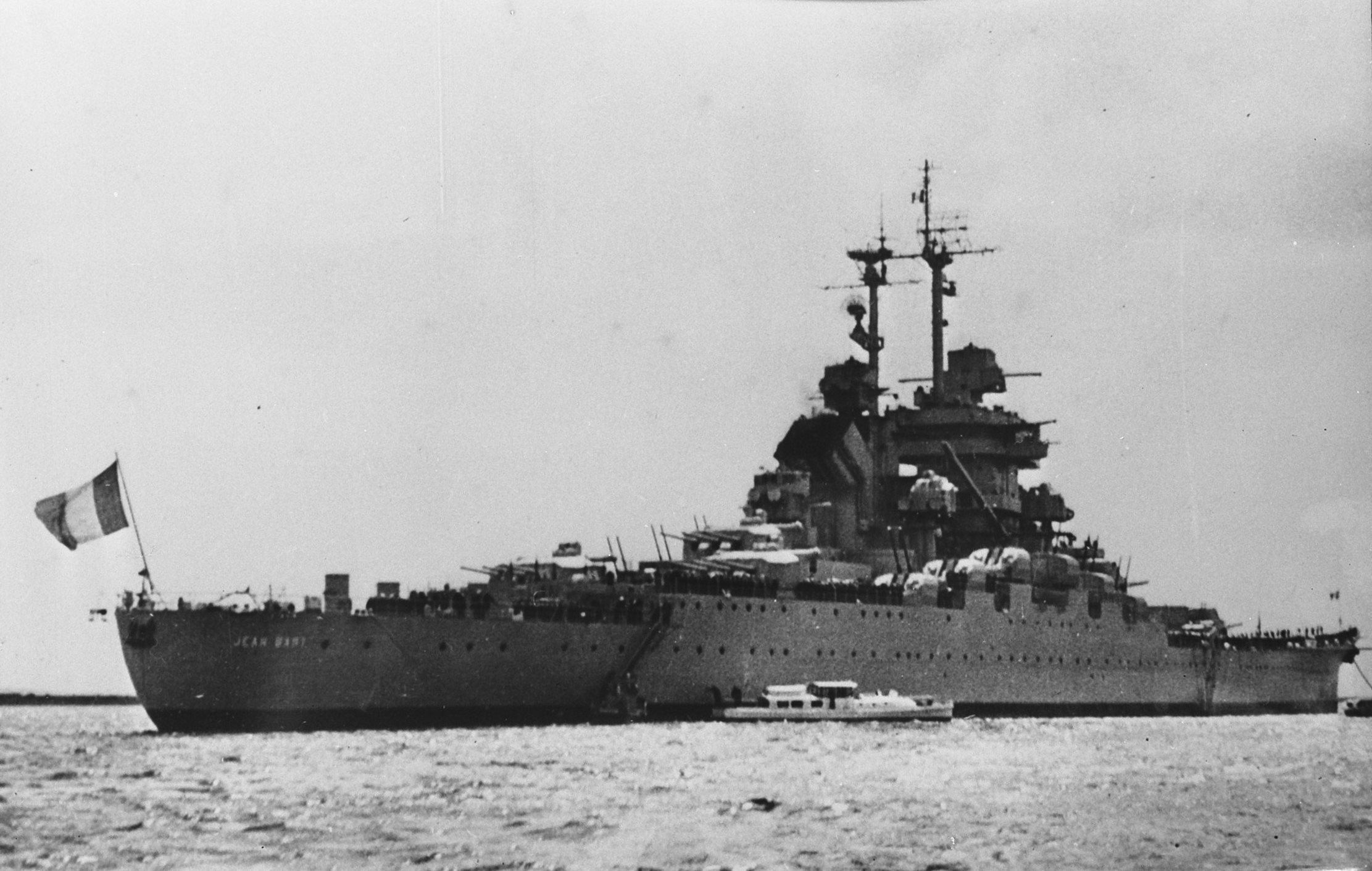
O Jean Bart passando pelo Canal de Suez em 3 de agosto de 1956

Os franceses que deserdaram tentaram fazer com que o navio fosse finalizado nos Estados Unidos. Eles apresentaram propostas com projetos modificados, incluindo um que tinha 35 canhões de duplo-propósito calibre 38 de 130 milímetros para usá-lo como um couraçado antiaéreo, porém os pedidos não foram levados adiante pois a Marinha dos Estados Unidos não tinham interesse no projeto. As frotas norte-americana e britânica, nessa altura da guerra, já tinham um número mais do que suficiente de couraçados modernos para seus propósitos, além do fato de que os estaleiros norte-americanos disponíveis não seriam capazes de fabricar as partes necessárias. O Jean Bart assim foi concertado o máximo possível em Casablanca, porém estes trabalhos foram prejudicados por os estaleiros franceses ainda estarem sob controle alemão ou terem sido destruídos durante a guerra. Mesmo assim, seu casco foi concertado até setembro de 1943 e o couraçado passou o restante do conflito como um navio de treinamento no Mar Mediterrâneo.
Discussões sobre o destino do navio em 1945 consideraram convertê-lo em um porta-aviões, finalizá-lo como couraçado ou desmontá-lo por completo. A conversão para um porta-aviões teria produzido uma embarcação medíocre a um grande custo e esforço, assim a Marinha Nacional decidiu completá-lo como couraçado, processo este que demorou vários anos. A maior parte do trabalho foi terminada em 1955, quando o Jean Bart entrou formalmente em serviço, realizando pouco depois dois cruzeiros internacionais para a Dinamarca e para os Estados Unidos. Ele participou da intervenção francesa na Crise de Suez em novembro de 1956, incluindo um curto bombardeio de quatro disparos contra Porto Said. O navio foi colocado na reserva em agosto de 1957 e foi usado como alojamento flutuante até 1961, permanecendo inutilizado no inventário da Marinha Nacional até 1970, quando foi removido do registro naval e vendido para desmontagem.

### ClemenceaueGascogne
O batimento de quilha do Clemenceau ocorreu em 17 de janeiro de 1939 na Doca Nº 4 do Arsenal de Brest, logo depois do Richelieu ter sido lançado da mesma doca mais cedo no mesmo dia. Os trabalhos no navio foram acelerados devido às tensões cada vez maiores com a Alemanha; sua previsão de lançamento era para 1941 e finalização para o final de 1943. As obras foram temporariamente paralisadas em 28 de setembro de 1939 enquanto os franceses começavam uma mobilização em grande escala para a guerra contra a Alemanha, o que reduziu os trabalhadores disponíveis. Os homens disponíveis foram alocados para o Richelieu, que estava mais próximo de ser finalizado. O estaleiro retomou os trabalhos no Clemenceau em 6 de dezembro, porém o progresso foi lento e apenas dez por cento do casco, um comprimento de 130 metros, estava completo até 10 de junho de 1940, quando as obras pararam novamente no meio da Batalha da França. A doca foi inundada enquanto as forças alemãs se aproximavam de Brest. O navio foi tomado pelos alemães e renomeado para Couraçado R, com eles tendo brevemente considerado finalizá-lo, porém escassez de materiais e de trabalhadores deixaram esse projeto irrealista. O casco foi flutuado em 1941 para que a doca pudesse ser usado para outros propósitos. Os historiadores John Jordan e Robert Dumas afirmaram que o casco foi atracado em frente da base de submarinos de Brest, porém Henri Le Masson afirmou que ele foi rebocado até Landévennec. Bombardeiros aliados afundaram o casco em 27 de agosto de 1944, com a Marinha Nacional colocando os destroços a venda depois da guerra em 23 de fevereiro de 1948. Não houve compradores e assim a embarcação foi reflutuada para limpar o fundo do porto, porém ele se partiu em dois e afundou enquanto era rebocado. Salvadores compraram os destroços em 1º de agosto de 1951.
A construção do Gascogne nunca começou, pois ele precisava esperar o lançamento do Jean Bart, época em que a guerra já tinha começado. Encomendas de materiais tinham sido feitas em junho de 1939, porém trabalhos adicionais na embarcação pararam em 28 de setembro antes de serem retomados em 12 de abril de 1940. Aproximadamente seis por cento dos materiais do casco tinham sido fabricados até 1º de junho, com o objetivo na época sendo realizar o batimento de quilha em algum momento nos meses seguintes; a projeção de lançamento era de 1942 e finalização em junho de 1944, porém os eventos de junho de 1940 impediram o início de quaisquer obras.

### Citações
1. ↑   Jordan & Dumas 2009, pp. 94–95
2. ↑   Jordan & Dumas 2009, p. 95
3. ↑   Jordan & Dumas 2009, pp. 95–96
4. ↑   Jordan & Dumas 2009, p. 97
5. ↑   Jordan & Dumas 2009, pp. 97–98
6. ↑   Jordan & Dumas 2009, p. 98
7. 1 2 3 4   Gardiner & Chesneau 1980, p. 260
8. ↑   Jordan & Dumas 2009, pp. 98–101, 120
9. ↑   Jordan & Dumas 2009, pp. 98–101, 120–121
10. ↑   Jordan & Dumas 2009, pp. 99–101, 117–118
11. ↑   Jordan & Dumas 2009, pp. 99–101, 118–119
12. ↑   Jordan & Dumas 2009, pp. 99, 119–120
13. ↑   Jordan & Dumas 2009, pp. 99, 101–102, 106
14. ↑   Jordan & Dumas 2009, pp. 99, 106–107
15. ↑   Jordan & Dumas 2009, pp. 99, 109–111
16. ↑   Jordan & Dumas 2009, pp. 101, 107–109
17. ↑   Jordan & Dumas 2009, pp. 111–112
18. ↑   Jordan & Dumas 2009, pp. 111, 115
19. ↑   Jordan & Dumas 2009, p. 116
20. ↑   Jordan & Dumas 2009, p. 163
21. ↑   Jordan & Dumas 2009, pp. 163–165
22. 1 2   Jordan & Dumas 2009, pp. 166–167
23. ↑   Jordan & Dumas 2009, pp. 166–170
24. ↑   Jordan & Dumas 2009, pp. 167, 171
25. ↑   Jordan & Dumas 2009, pp. 171–172
26. ↑   Jordan & Dumas 2009, p. 172
27. ↑   Jordan & Dumas 2009, pp. 173–175
28. ↑   Rohwer 2005, pp. 32, 42
29. ↑   Jordan & Dumas 2009, pp. 122–128, 137–145, 147
30. ↑   Williams 1976, pp. 137–140, 152–154
31. ↑   Jordan & Dumas 2009, pp. 190–191
32. ↑   Rohwer 2005, pp. 307, 313
33. ↑   Zetterling & Tamelander 2009, p. 207
34. ↑   Jordan & Dumas 2009, pp. 191–199
35. ↑   Rohwer 2005, pp. 319, 323, 334, 344, 408, 412
36. ↑   Lepotier 1967, pp. 204–214, 217
37. ↑   Jordan & Dumas 2009, p. 200
38. ↑   Sarnet & Le Vaillant 1997, pp. 325, 329
39. ↑   Jordan & Dumas 2009, pp. 200–201
40. ↑   Sarnet & Le Vaillant 1997, pp. 330–334
41. ↑   Rohwer 2005, pp. 429, 432
42. ↑   Jordan & Dumas 2009, pp. 201–206
43. ↑   Lepotier 1967, pp. 285–289
44. ↑   Dumas 2001b, pp. 43, 60, 74
45. ↑   Jordan & Dumas 2009, pp. 152–154
46. ↑   Rohwer 2005, p. 29
47. ↑   Jordan & Dumas 2009, pp. 154–156
48. ↑   Jordan & Dumas 2009, pp. 156–161
49. ↑   Rohwer 2005, pp. 209–210
50. ↑   Dumas 2001a, pp. 69–70, 81
51. ↑   Lepotier 1967, pp. 158–166
52. ↑   Jordan & Dumas 2009, pp. 150, 161–162
53. ↑   Dumas 2001a, pp. 33–34, 70, 112–115
54. ↑   Lepotier 1967, pp. 253–257
55. ↑   Jordan & Dumas 2009, pp. 209–217, 221–222
56. ↑   Le Masson 1969, p. 31
57. ↑   Dumas 2001a, pp. 36–37, 54–56, 74–76, 83
58. ↑   Lepotier 1967, pp. 257–264, 315–330, 337–342
59. 1 2   Jordan & Dumas 2009, p. 171
60. ↑   Dumas 2001a, p. 96
61. ↑   Le Masson 1969, p. 78
62. ↑   Jordan & Dumas 2009, p. 176